# Little Susie feat. KDE3
A Little Susie feat. KDE3 (röviden Susie) egy magyar nyelvű Linux-disztribúció.
A szoftvercsomag a Susie nevet onnan kapta, hogy egy openSuSE-ra épített − pontosabban, egy abból "leágazó" − kiadásról van szó.
A Susie elkészítésével a fejlesztőknek az volt a célja, hogy az Ubuntu sikeréhez hasonlóan (amely a Debian alaprendszerre támaszkodva kívánt egy kényelmes desktop rendszert létrehozni), egy könnyen telepíthető, erőforrás takarékos, az átlag felhasználók számára azonnal és minden igényt kielégítően használható, sok mellékfunkciós operációs rendszert hozzanak létre.
A Susie népszerűsége elsősorban abból fakad, hogy szinte minden hardveren fut, CD-ről vagy USB-kulcsról live Linuxként telepítés nélkül gyorsan kipróbálható, majd percek alatt telepíthető. A feltelepített rendszer szinte az összes átlagos felhasználói igényt kielégíti, az operációs rendszer mellett, az alaprendszer tartalmazza az irodai szoftvercsomagot (OpenOffice.org), internet böngészőt (Mozilla Firefox + pluginek), levelező programot (Thunderbird), kommunikációs programokat (Skype, aMSN), torrent kliens és letöltő programokat (Qt torrent-kliens és KGet), multimédiás eszközöket (MediaPlayer, GIMP + FX foundry, KDVD Kreator), dokumentum kezelőket (PDF olvasó, Gwenview, X-Sane, K3B), széles körű nyomtató támogatás és hálózati kapcsolódás segédprogramjait (Wi-Fi és Bluetooth).

## További kiegészítések
- A Susie fejlesztői (és letöltési) oldala. Borzsonynet.hu. [2010. március 28-i dátummal az eredetiből archiválva]. (Hozzáférés: 2010. március 20.)